# Есаи Нчеци
Есаи́ Нчеци́ (арм. Եսայի Նչեցի, 1260 или 1265, Нич, Сасун — 1338, Гладзор) — армянский мыслитель, грамматик, богослов, педагог и церковно-общественный деятель XIII—XIV вв., основатель Гладзорского университета.

## Биография
Родился в местечке Нич исторической области Сасун. Был учеником Нерсеса Мшеци. Получил степень вардапета, а затем был назначен Нерсесом Мшеци ректором Гладзорского университета, которым руководил больше полувека. Преподавал «семь свободных искусств» — грамматику, логику, риторику, арифметику, геометрию, музыку и астрономию. Число учеников Нчеци превышало три сотни. Современники его характеризовали как «непобедимый риторик», «истолкователь сложных речей и книг», и т. д.. Является автором множества работ, самая важная из которых «Определение грамматики». Библия, написанная им в 1318 в Гладзоре и раскрашенная миниатюрами Тороса Таронаци, считается шедевром Гладзорской школы письменности. В 1321-м году Есаи пишет письмо киликийскому князю Ошину и его сыну Хетуму, где критикует прокатолическую деятельность некоторых армянских князей Киликии. Умер в 1338-м году в Гладзоре.
Его учеником был философ Ованес Воротнеци, который стал главой Гладзорского университета после смерти Нчеци.

## Сочинения
- «Истолкование пророчества Иезекииля» (арм. "Մեկնութիւն Եզեկիէլի")
- «Определение грамматики» (арм. "Վերլուծութիւն քերականութեան")
- «Исповедание и признание Святой троице» (арм. "Դաւանութիւն և խոստովանութիւն ի Սուրբ Երրորդութիւն")
- «Некоторые причины рукоположений диаконов» (арм. "Սուղ ինչ պատճառ ձեռնադրութեան քահանայի")
- «О церковных канонах» (арм. "Յաղագս կարգաց եկեղեցւոյ")
- «О таинстве церкви» (арм. "Յաղագս եկեղեցւոյ խորհրդեան")
- «Письмо о канонах церквей и часовен» (арм. "Թուղթ վասն կարգաց եկեղեցւոյ և ժամուց")
- «Ответное письмо вардапета Есаи господину Хетуму» (арм. "Թուղթ Եսայեայ վարդապետին պատասխանի ընդդէմ պարոն Հեթմոյ")
- «Письмо Есаи отцу Матфею» (арм. "Թուղթ Եսայեայ ի Տէր Մատթէոսն")
- «Общее письмо о пожертвованиях и помощи монастырю Св. Карапета в Тароне» (арм. "Թուղթ շրջաբերական յաղագս ողորմութիւն տալոյ ի նպաստ Ս. Կարապետին Տարօնոյ")

## Цитаты
Даже на самый высокий трон невозможно садиться иначе, как задницей.